# Matti Ranin
Matti Helge Ranin (ur. 21 listopada 1926 w Tampere, zm. 24 listopada 2013 w Helsinkach) – fiński aktor filmowy i telewizyjny.

## Filmografia
seriale
- 1962: Teatterituokio jako Fowle / Żołnierz / Drugi policjant / Drugi Pan / A / Kaifas / Eikka
- 1988: Rikas ja kunniallinen jako Eero Kuula
- 1995: Kotikatu jako Kaarlo Kares
- 2000: Parhaat vuodet jako Pentti Karvala

film
- 1927: Ei auta itku markkinoilla jako Dziecko
- 1954: Oi, muistatkos... jako Eero Salmela
- 1955: Tuntematon sotilas jako vänrikki Kariluoto
- 1962: Tahdet kertovat, komisario Palmu jako Toivo Virta
- 1996: Tie naisen sydameen

## Nagrody
Został uhonorowany nagrodą Jussi.